# Tarzan
Tarzan (ur. jako John Clayton II, wicehrabia Greystoke) – postać fikcyjna. Wychowany jako dziecko w afrykańskiej dżungli przez małpy człekokształtne, styka się później z cywilizacją, by ją w końcu odrzucić i powrócić do dzikości jako bohaterski poszukiwacz przygód.  
Postać wymyślona przez Edgara Rice’a Burroughsa. Pierwsza z serii książek pt. Tarzan wśród małp (Tarzan of the Apes) była publikowana odcinkami w gazecie w 1912, a jako książka ukazała się w 1914. Potem Burroughs napisał jeszcze dwadzieścia trzy dalsze części. Tarzan pojawiał się też w książkach innych autorów, a także w innych mediach (film, komiks) zarówno autoryzowanych jak i nieautoryzowanych.

## Biografia postaci
Tarzan był synem brytyjskiego lorda Johna Claytona oraz jego żony Alice. W powieści Tarzan wśród małp (Tarzan of the Apes) jest opisane, że podczas podróży morskiej, na okręcie którym płynęli wybuchł bunt załogi. Buntownicy wysadzili małżeństwo w dżungli na wybrzeżu Afryki i odpłynęli. Małżonkowie zbudowali bezpieczny dom na drzewie, starając się jakoś urządzić w nowym miejscu i czekając na pomoc. Wtedy urodził się ich syn. Alicja umarła wkrótce po porodzie, a jej mąż zginął zabity przez ogromną małpę imieniem Kerak – przywódcę plemienia okolicznych małp.
Dziecko zostało przygarnięte przez małpią samicę – Kalę, która stałą się jego przybraną matką. Wkrótce chłopiec stał się członkiem plemienia człekokształtnych małp Mangani (gatunek nieznany nauce). Został przez nie nazwany Tarzan, co w ich języku oznacza – Małpa z Białą Skórą. Z czasem Tarzan dorastając stał się niemal tak zręczny i silny jak małpy. Dodatkowo posiadał inteligencję i umiejętność posługiwania się bronią znalezioną w domku na drzewie swoich rodziców. Historia okresu dojrzewania jest opisana w książce Jungle Tales of Tarzan (szóstej powieści z cyklu o Tarzanie).
Po pokonaniu Keraka, Tarzan stał się nowym przywódcą plemienia małp. Stoczył też wiele walk ze zwierzętami i dzikimi ludożercami, którzy osiedlili się w pobliżu i ze wszystkich wyszedł zwycięsko.
W wieku 18 lat, Tarzan poznał Jane Parker, młodą, Amerykankę. Okazało się, że na okręcie, którym podróżowała wybuchł bunt. Zarówno ona jak i inni pasażerowie zostali wysadzeni przez buntowników na wybrzeżu (tak jak kiedyś rodzice Tarzana). Tarzan pomógł rozbitkom, w niewielkim stopniu z nimi rozmawiając, bo nie znał języka. Jakiś czas później na wybrzeżu pojawił się francuski okręt, który schwytał buntowników. Rozbitkowie mogli wrócić do domu. Załoga okrętu odpłynęła, jednak pozostawiła rannego kapitana, błędnie sądząc, że poległ w starciu z ludożercami. Tarzan uratował i opatrzył rannego. Kapitan z kolei nauczył go języka. Domyślił się też, że Tarzan jest synem zaginionego lorda Greystona. Tarzan wyznał Francuzowi, że kocha Jane i chce popłynąć za nią do Ameryki. Wówczas Francuz postanowił mu pomóc. Obaj udają się do "cywilizacji". Tarzan wyznał Jane miłość, ale widząc jej wahanie wspaniałomyślnie zdecydował się odejść.
W książce Powrót Tarzana (The Return of Tarzan) – Tarzan i Jane jednak pobierają się.  W późniejszych książkach mieszkają przez pewien czas w Anglii. Mają syna Jacka, który przyjmuje małpie imię Korak. Z czasem, zmęczeni cywilizacją wracają do dżungli w brytyjskiej Afryce Wschodniej i tam się osiedlają. Miejsce to staje się bazą dla późniejszych przygód Tarzana.
W książce Tarzan’s Quest ujawniono, że Tarzan i Jane zdobyli pigułki Kavuru zapewniające nieśmiertelność.

## Cykl powieści o Tarzanie autorstwa Edgara Rice’a Burroughsa
1. Tarzan of the Apes (1912) (wyd. polskie pod tytułami: Tarzan wśród małp, Dziecko dżungli lub Tarzan król małp)
2. The Return of Tarzan (1913) (wyd. polskie pod tytułami: Powrót Tarzana lub Złote miasto)
3. The Beasts of Tarzan (1914) (wyd. polskie pod tytułami: Tarzan król zwierząt lub Prawo dżungli)
4. The Son of Tarzan (1914) (wyd. polskie pod tytułami: Syn Tarzana lub Korak, syn Tarzana)
5. Tarzan and the Jewels of Opar (1916) (wyd. polskie: Tarzan i klejnoty Oparu lub W mocy obłędu)
6. Jungle Tales of Tarzan (1919) (wyd. polskie: Tarzan w dżungli)
7. Tarzan the Untamed (1920) (wyd. polskie pod tytułami: Tarzan nieposkromiony lub Kobieta Szpieg)
8. Tarzan the Terrible (1921) (wyd. polskie: Tarzan groźny lub Ludzie z pieczar)
9. Tarzan and the Golden Lion (1922) (wyd. polskie: Tarzan i złoty lew)
10. Tarzan and the Ant Men (1924) (wyd polskie: Tarzan wśród Pigmejów)
11. Tarzan, Lord of the Jungle (1927)
12. Tarzan and the Lost Empire (1928)
13. Tarzan at the Earth’s Core (1929)
14. Tarzan the Invincible (1930, 1931)
15. Tarzan Triumphant (1931)
16. Tarzan and the City of Gold (1932)
17. Tarzan and the Lion Man (1933)
18. Tarzan and the Leopard Men (1935)
19. Tarzan’s Quest (1935, 1936)
20. Tarzan and the Forbidden City (1938)
21. Tarzan the Magnificent (1939)
22. Tarzan and the Foreign Legion (1947)
23. Tarzan and the Madman (1964)
24. Tarzan and the Castaways (1965)

## Filmy o Tarzanie

### Filmy nieme

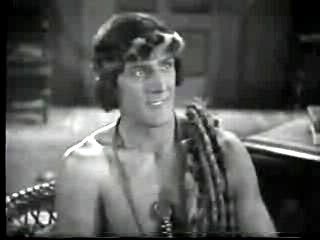
Frank Merril w filmie Tarzan tygrys (1929)

- Tarzan wśród małp (Tarzan of the Apes) – amerykański film niemy  z 1918 roku (wyk. Elmo Lincoln)
- Tarzan małpolud (The Romance of Tarzan) – amerykański film niemy  z 1918 roku (wyk. Elmo Lincoln)
- The Revenge of Tarzan – amerykański film niemy  z 1920 roku (wyk. Gene Pollar)
- Syn Tarzana (The Son of Tarzan) – amerykański film niemy  z 1920 roku (wyk. P. Dempsey Tabler)
- Najnowsze przygody Tarzana wśród małp (The Adventures of Tarzan) – amerykański film niemy  z 1921 roku (wyk. Elmo Lincoln)
- Tarzan i złoty lew (Tarzan and the Golden Lion) – amerykański film niemy  z 1927 roku (wyk. James Pierce)
- Dalsze dzieje Tarzana (Tarzan the Mighty) – amerykański film niemy  z 1928 roku (wyk. Frank Merrill)
- Ostatnie dzieje Tarzana wśród małp (Tarzan the Tiger) – amerykański film niemy  z 1929 roku (wyk. Frank Merrill)

### Cykl filmów o Tarzanie z Johnnym Weissmullerem w roli głównej

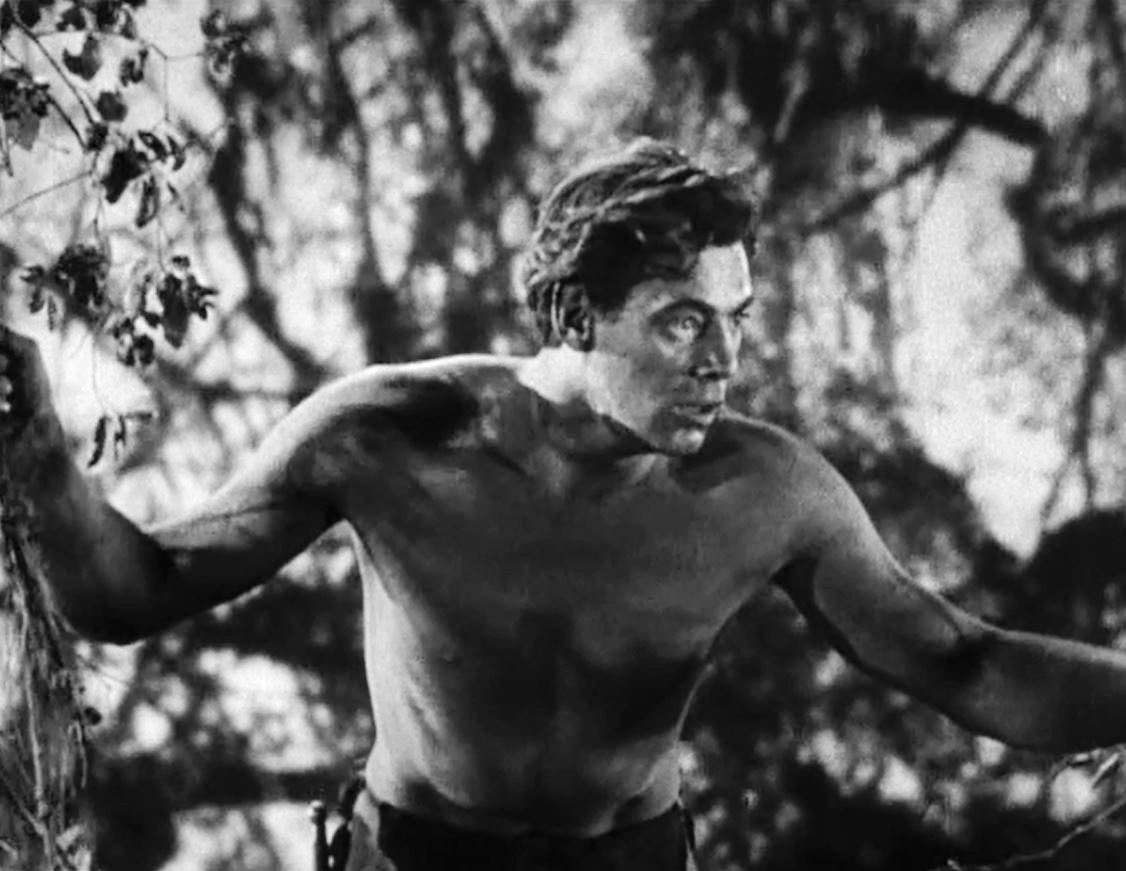
Johnny Weissmuller w filmie Człowiek-małpa

- Człowiek-małpa (Tarzan the Ape Man) – film z roku 1932
- Miłość Tarzana (Tarzan and His Mate) – film z 1934 roku
- Ucieczka Tarzana (Tarzan Escapes) – film z 1936 roku
- Tarzan znajduje syna (Tarzan finds a Son) – film z 1939 roku
- Skarb Tarzana (Tarzan Secret Treasure) – film z 1941 roku
- Tarzan w Nowym Jorku (Tarzan’s New York Adventure) – film z 1942 roku
- Triumf Tarzana (Tarzan Triumphs) – film z 1943 roku
- Tarzan i tajemnica pustyni (Tarzan's Desert Mystery) – film z 1943 roku
- Tarzan i Amazonki (Tarzan and the Amazons) – film z 1945
- Tarzan i kobieta lampart (Tarzan and Leopard Woman) – film z 1946 roku
- Tarzan i łowcy zwierząt (Tarzan and the Huntress) – film z 1947 roku
- Tarzan i syreny (Tarzan and Mermaids) – film z 1948 roku

### Cykl filmów o Tarzanie z Lexem Baxterem w roli głównej
- Tarzan's Magic Fountain – amerykański film z 1949 roku
- Tarzan and the Slave Girl – amerykański film z 1950 roku
- Tarzan's Peril – amerykański film z 1951 roku
- Tarzan's Savage Fury  – amerykański film z 1951 roku
- Tarzan and the She-Devil  – amerykański film z 1953 roku

### Cykl filmów o Tarzanie z Gordonem Scottem w roli głównej
- Tarzan's Hidden Jungle – amerykański film z 1955 roku
- Tarzan and the Lost Safari – amerykański film z 1957 roku
- Tarzan and the Trappers – amerykański film z 1958 roku
- Tarzan's Fight for Life – amerykański film z 1958 roku
- Tarzan's Greatest Adventure – amerykański film z 1959 roku
- Tarzan the Magnificent – amerykański film z 1960 roku

### Cykl filmów o Tarzanie z Jockiem Mahoneyem w roli głównej
- Tarzan Goes to India – amerykański film z 1962 roku
- Tarzan's Three Challenges – amerykański film z 1963 roku

### Cykl filmów o Tarzanie z Mikiem Henrym w roli głównej
- Tarzan and the Valley of Gold – amerykański film z 1966 roku
- Tarzan and the Great River – amerykański film z 1967 roku
- Tarzan and the Jungle Boy – amerykański film z 1968 roku

### Inne aktorskie filmy o Tarzanie
- Tarzan the Fearless – amerykański serial kinowy z 1933. Liczył 12 odcinków (wyk. Buster Crabbe). Serial ten powstawał niezależnie od serii z Johnnym Weissmullerem.
- The New Adventures of Tarzan – amerykański serial kinowy z 1935. Liczył 12 odcinków (wyk. Herman Brix). Serial ten powstawał niezależnie od serii z Johnnym Weissmullerem.
- Zemsta Tarzana (Tarzan's Revenge) – amerykański film z 1938 (wyk. Glenn Morris). Film ten powstał niezależnie od serii z Johnnym Weissmullerem.
- Tarzan, the Ape Man – amerykański film z 1959 (wyk. Denny Miller)
- Tarzan's Deadly Silence – amerykański telewizyjny film z 1970 (wyk. Ron Ely)
- Tarzan – człowiek małpa (Tarzan, the Ape Man)  – amerykański film z 1981 (wyk. Miles O’Keeffe)
- Greystoke: Legenda Tarzana, władcy małp (Greystoke: The Legend of Tarzan, Lord of the Apes) – brytyjsko-amerykański film z 1984 roku (wyk. Christopher Lambert)
- Tarzan na Manhattanie (Tarzan in Manhattan) – amerykański telewizyjny film z 1989 (wyk. Joe Lara)
- Tarzan i Zaginione Miasto (Tarzan and the Lost City) – amerykańsko-niemiecko-australijski film z 1998 roku (wyk. Casper Van Dien)
- Tarzan: Legenda (The Legend of Tarzan) – film z 2016 roku (wyk. Alexander Skarsgård)

### Telewizyjne seriale aktorskie o Tarzanie
- Tarzan – amerykański serial telewizyjny z lat 1966–1968 (wyk. Ron Ely)
- Przygody Tarzana (Tarzán) – francusko-kanadyjsko-meksykański serial telewizyjny z lat 1991–1994 (wyk. Wolf Larson)
- Nowe przygody Tarzana (Tarzan: The Epic Adventures) – amerykański serial telewizyjny z lat 1996–1997 (wyk. Joe Lara)
- Tarzan na Manhattanie (Tarzan) – amerykański serial telewizyjny z 2003 roku (wyk. Travis Fimmel)

### Filmy i seriale animowane
- Tarzan, Lord of the Jungle – amerykański serial animowany z lat 1976–1980 roku
- Tarzan of the Apes – amerykański animowany film muzyczny z 1999 roku
- Tarzan – amerykański film animowany z 1999 roku
  - Tarzan i Jane – amerykański film animowany z 2002 roku (sequel)
  - Legenda Tarzana (The Legend of Tarzan) – amerykański serial animowany z lat 2001–2003 (sequel)
  - Tarzan 2: Początek legendy (Tarzan II) – amerykański film animowany z 2005 roku (midquel)
- Tarzan: Król dżungli (Tarzan) – niemiecki (anglojęzyczny) film animowany z 2013 roku
- Tarzan i Jane – amerykański serial animowany z lat 2017–2018